# Tsugumomo
Tsugumomo (つぐもも?) è un manga seinen scritto e disegnato da Yoshikazu Hamada, edito da Futabasha dal 20 novembre 2007.
Un adattamento anime, prodotto da Zero-G, è stato trasmesso in Giappone tra il 3 aprile e il 19 giugno 2017. Una seconda stagione è stata trasmessa dal 5 aprile al 21 giugno 2020.

## Personaggi
Kazuya Kagami (加賀見 一也?, Kagami Kazuya)
Doppiato da: Yūko Sanpei
Il protagonista della serie. Il suo passato è del tutto ignoto, nascosto persino a lui stesso con un sigillo che, lentamente, si sfalda durante il corso degli eventi. Spesso piange per il suo status di Bambino Tabù, sentendosi responsabile per gli amasogi che nati intorno a lui e si sente molto angosciato nel vedere qualcuno soffrire di un grave Contraccolpo da Maledizione. È abbastanza coraggioso, spesso si fa avanti e si butta disinteressatamente nella mischia per compiere la sua missione di esorcista di Kamioka, oltre a dare spesso la priorità alla sicurezza dell'ospite e degli altri sopra ogni altra cosa. Nel corso della serie, Kazuya arriva a detenere un valore sentimentale molto forte per coloro che incontra sulla sua strada di esorcista, come Kukuri, Kokuyou e Kiriha. Diventa estremamente preoccupato per il loro benessere, fino ad arrabbiarsi molto se sente che sono in pericolo.
Kiriha (桐葉?)
Doppiata da: Naomi Ōzora
Kiriha è uno tsukumogami la cui forma è costituita da un obi decorato con un motivo di fiori di ciliegio su fondo bianco che Kazuya si porta sempre in giro, in una forma umana appare come un'adolescente molto potente di abbattere amasogi ed altri tsukumogami. Adora maltrattare gli altri, specialmente Kazuya e Kukuri, e sostanzialmente tende ad essere arrogante, sfacciata, orgogliosa, possessiva, pigra, irascibile e volgare. Ha anche un lato perverso in cui occasionalmente le piace molestare sessualmente Kazuya quando sono soli e Kukuri anche se il primo è dovuto alla sua infatuazione per lui.
Chisato Chikaishi (近石 千里?, Chikaishi Chisato)
Doppiata da: Noriko Shibasaki
Kokuyou (黒耀?)
Doppiata da: Eriko Matsui
Kukuri (くくり?)
Doppiata da: Yurika Kubo
Kasumi Kagami (加賀見 霞?, Kagami Kasumi)
Doppiata da: Ayana Taketatsu

## Media

### Manga
Il manga, scritto e disegnato da Yoshikazu Hamada, ha iniziato la serializzazione prima sulla rivista Comic Seed! di Futabasha dal 25 novembre 2007, poi si è trasferito sulla rivista WEB Comic High! il 20 agosto 2008 e il 25 maggio 2013 si è trasferito sulla nuova rivista Monthly Action. Il primo volume tankōbon è stato pubblicato il 28 giugno 2008 e al 13 febbraio 2025 ne sono stati messi in vendita in tutto trentaquattro. In America del Nord i diritti sono stati acquistati da JManga.
In Italia la serie è stata annunciata da Nippon Shock Edizioni che la pubblica a partire dal 15 ottobre 2024.

#### Volumi
| Nº | Data di prima pubblicazione | Data di prima pubblicazione                                                | Data di prima pubblicazione | Data di prima pubblicazione |
| Nº | Giapponese                  | Giapponese                                                                 | Italiano                    | Italiano                    |
| -- | --------------------------- | -------------------------------------------------------------------------- | --------------------------- | --------------------------- |
| 1  | 28 giugno 2008              | ISBN 978-4-575-83509-0                                                     | 15 ottobre 2024             | ISBN 978-88-97286-97-4      |
| 2  | 11 aprile 2009              | ISBN 978-4-575-83609-7                                                     | 24 marzo 2025               | ISBN 979-12-98527-73-7      |
| 3  | 10 ottobre 2009             | ISBN 978-4-575-83682-0                                                     | 25 luglio 2025              | ISBN 979-12-98527-79-9      |
| 4  | 12 maggio 2010              | ISBN 978-4-575-83768-1                                                     | —                           | —                           |
| 5  | 12 novembre 2010            | ISBN 978-4-575-83837-4                                                     | —                           | —                           |
| 6  | 12 luglio 2011              | ISBN 978-4-575-83926-5                                                     | —                           | —                           |
| 7  | 12 gennaio 2012             | ISBN 978-4-575-84018-6                                                     | —                           | —                           |
| 8  | 12 giugno 2012              | ISBN 978-4-575-84081-0                                                     | —                           | —                           |
| 9  | 12 settembre 2012           | ISBN 978-4-575-84127-5                                                     | —                           | —                           |
| 10 | 12 febbraio 2013            | ISBN 978-4-575-84194-7                                                     | —                           | —                           |
| 11 | 12 luglio 2013              | ISBN 978-4-575-84261-6                                                     | —                           | —                           |
| 12 | 10 febbraio 2014            | ISBN 978-4-575-84344-6                                                     | —                           | —                           |
| 13 | 10 giugno 2014              | ISBN 978-4-575-84425-2                                                     | —                           | —                           |
| 14 | 9 gennaio 2015              | ISBN 978-4-575-84559-4                                                     | —                           | —                           |
| 15 | 9 maggio 2015               | ISBN 978-4-575-84617-1                                                     | —                           | —                           |
| 16 | 10 ottobre 2015             | ISBN 978-4-575-84703-1                                                     | —                           | —                           |
| 17 | 12 aprile 2016              | ISBN 978-4-575-84782-6                                                     | —                           | —                           |
| 18 | 12 settembre 2016           | ISBN 978-4-575-84849-6                                                     | —                           | —                           |
| 19 | 11 marzo 2017               | ISBN 978-4-575-84939-4                                                     | —                           | —                           |
| 20 | 10 novembre 2017            | ISBN 978-4-575-85056-7                                                     | —                           | —                           |
| 21 | 12 giugno 2018              | ISBN 978-4-575-85166-3                                                     | —                           | —                           |
| 22 | 12 novembre 2018            | ISBN 978-4-575-85228-8                                                     | —                           | —                           |
| 23 | 12 marzo 2019               | ISBN 978-4-575-85290-5                                                     | —                           | —                           |
| 24 | 22 gennaio 2020             | ISBN 978-4-575-85386-5 (ed. regolare) ISBN 978-47-9861872-2 (ed. limitata) | —                           | —                           |
| 25 | 12 maggio 2020              | ISBN 978-4-575-85446-6                                                     | —                           | —                           |
| 26 | 10 dicembre 2020            | ISBN 978-4-575-85522-7                                                     | —                           | —                           |
| 27 | 10 giugno 2021              | ISBN 978-4-575-85591-3                                                     | —                           | —                           |
| 28 | 12 febbraio 2022            | ISBN 978-4-575-85690-3                                                     | —                           | —                           |
| 29 | 10 agosto 2022              | ISBN 978-4-575-85745-0                                                     | —                           | —                           |
| 30 | 9 febbraio 2023             | ISBN 978-4-575-85803-7                                                     | —                           | —                           |
| 31 | 12 luglio 2023              | ISBN 978-4-575-85862-4                                                     | —                           | —                           |
| 32 | 8 febbraio 2024             | ISBN 978-4-575-85935-5                                                     | —                           | —                           |
| 33 | 8 agosto 2024               | ISBN 978-4-575-85994-2                                                     | —                           | —                           |
| 34 | 13 febbraio 2025            | ISBN 978-4-575-86055-9                                                     | —                           | —                           |
| 35 | 11 settembre 2025           | ISBN 978-4-575-86128-0                                                     | —                           | —                           |

### Anime
Annunciato il 12 settembre 2016 sul diciottesimo volume del manga, un adattamento anime di dodici episodi, prodotto da Zero-G e diretto da Ryōichi Kuraya, è andato in onda dal 3 aprile al 19 giugno 2017. Le sigle di apertura e chiusura sono rispettivamente Metamoriser di Band Ja Naimon! e I4U di Michi. In tutto il mondo, ad eccezione dell'Asia, gli episodi sono stati trasmessi in streaming in simulcast, anche coi sottotitoli in lingua italiana, da Crunchyroll.
Un OAV di 20 minuti, prodotto tramite una campagna di crowdfunding, è stato reso disponibile in allegato all'edizione limitata del 24º volume del manga uscita il 22 gennaio 2020.
Una seconda stagione intitolata Tsugu Tsugumomo è stata trasmessa dal 5 aprile al 21 giugno 2020, tenendo i medesimi membri dello staff. Le sigle di apertura e chiusura sono rispettivamente Kaze fukeba tsukiyo no hate ni (風吹けば月夜の果てに?) e Haru, kanade (春、奏で?) delle AŌP. I diritti internazionali, ad eccezione dell'Asia, sono nuovamente di Crunchyroll, che rende disponibile la serie sottotitolata anche in lingua italiana.

#### Episodi

##### Prima stagione
| Nº | Titolo italiano Giapponese 「Kanji」 - Rōmaji                                                                            | In onda        | In onda |
| Nº | Titolo italiano Giapponese 「Kanji」 - Rōmaji                                                                            | Giapponese     |         |
| 1  | Il profumo dei ciliegi in fiore 「桜の香り」 - Sakura no kaori                                                           | 3 aprile 2017  |         |
| 2  | La biblioteca e l'amica d'infanzia 「図書室と幼馴染」 - Tosho-shitsu to osananajimi                                      | 10 aprile 2017 |         |
| 3  | La divina Kukuri 「くくりひめ」 - Kukuri-hime                                                                            | 17 aprile 2017 |         |
| 4  | La prova del dio della regione 「土地神の試練」 - Tochigami no shiren                                                    | 24 aprile 2017 |         |
| 5  | Allenamento 「特訓」 - Tokkun                                                                                            | 1º maggio 2017 |         |
| 6  | Ricordi e amici d'infanzia 「思い出と幼馴染」 - Omoide to osananajimi                                                    | 8 maggio 2017  |         |
| 7  | Kanayama 「金山さん」 - Kanayama-san                                                                                     | 15 maggio 2017 |         |
| 8  | Un giorno qualunque nella residenza Kagami - Il profumo per la popolarità 「ある日の加賀見家」 - Aru ni~tsu no kagami-ka | 22 maggio 2017 |         |
| 9  | Lettera 「手紙」 - Tegami                                                                                                | 29 maggio 2017 |         |
| 10 | Tutti nudi nel futon 「はだかふとん 決闘」 - Ha da ka futon                                                              | 5 giugno 2017  |         |
| 11 | Duello 「決闘」 - Kettō                                                                                                  | 12 giugno 2017 |         |
| 12 | Partner 「パートナー」 - Pātonā                                                                                          | 19 giugno 2017 |         |

##### Seconda stagione
| Nº | Titolo italiano Giapponese 「Kanji」 - Rōmaji                                                    | In onda        | In onda |
| Nº | Titolo italiano Giapponese 「Kanji」 - Rōmaji                                                    | Giapponese     |         |
| 1  | L'aula ascolto 「お悩み相談室」 - Wo nayami sōdanshitsu                                          | 5 aprile 2020  |         |
| 2  | La falsa fidanzata 「うそこん」 - Uso kon                                                        | 12 aprile 2020 |         |
| 3  | Il gran giorno di Shirou 「お騒がせしろう君」 - O sawagase Shirō-kun                             | 19 aprile 2020 |         |
| 4  | Scambio! 「はんてん!」 - はんてん!                                                               | 26 aprile 2020 |         |
| 5  | Sunao e Kotetsu 「すなおと虎鉄」 - Sunao to Kotetsu                                              | 3 maggio 2020  |         |
| 6  | Il villaggio perduto 「迷い家」 - Mayoika                                                        | 10 maggio 2020 |         |
| 7  | Scontro! 「対戦」 - TaisenIl quiz romantico da tavolo 「恋のすごろクイズ」 - Koi no sugoro kuizu | 17 maggio 2020 |         |
| 8  | Nuovi membri 「新入部員」 - Shinnyū buin                                                         | 24 maggio 2020 |         |
| 9  | Assassini 「刺客」 - Shikaku                                                                     | 31 maggio 2020 |         |
| 10 | Rivolta 「騒乱」 - Sōran                                                                         | 7 giugno 2020  |         |
| 11 | Guerra totale 「総力戦」 - Sōryoku-sen                                                           | 14 giugno 2020 |         |
| 12 | Decisione 「決意」 - Ketsui                                                                      | 21 giugno 2020 |         |